# 순천 도씨
순천 도씨(順天陶氏)는 전라남도 순천시를 본관으로 하는 한국의 성씨이다.

## 역사
순천 도씨(順天 陶氏) 시조(始祖)인 도구원(陶球元)은 원(元)나라의 진사(進士)로서 1296년(고려 충렬왕(忠烈王) 22년) 원나라 공주였던 창국대장공주 익리해아(昌國大長公主 益里海雅)를 배행(陪行)해서 고려(高麗)에 내방(來訪)한 후 귀화하여 순천(順天)에 정착하였다.

## 분파
《조선씨족통보》에 의하면 도씨(陶氏)의 본관(本貫)은 순천(順天) · 풍양(豊壤) · 청주(淸州) · 유곡(楡谷) · 죽청(竹靑) · 경주(慶州) · 병양(兵陽) · 밀양(密陽) 등 10여 본이 있는 것으로 알려져 있지만 순천(順天) 외의 관향(貫鄕)에 대해서는 자세히 밝혀진 바 없다.

## 본관
순천(順天)은 전라남도 동쪽에 위치한다. 본래 백제의 삽평군(歃平郡)이다. 신라 경덕왕 때 승평(昇平)으로 고쳤으며, 983년(고려 성종 2) 지명을 순주(順州)·자주(慈州)·은주(殷州)로 고치고 각 주마다 방어사(防禦使)를 두었다. 995년(성종 14) 곤해군절도사(袞海軍節度使)가 파견되고, 1012년(현종 3) 안무사로 고쳤다가, 1036년(정종 2) 다시 승평군으로 이름이 바뀌었다. 이때 부유현(富有縣)·돌산현(突山縣)·여수현(麗水縣)·광양현(光陽縣)을 속현(屬縣)으로 거느렸다. 1309년 승주목(昇州牧)으로 승격하였다가 1310년 순천부(順天府)로 강등되었다. 1413년(태종 13) 순천도호부로 승격하여, 조선시대 동안 전라좌도의 중심 역할을 하였다.
《세종실록지리지》에 전라도 순천도호부 죽청(竹靑)과 별량(別良)의 성(姓)으로 도(陶)씨가 기록되어 있다.
1896년 전라남도 순천군이 되었다. 1949년 순천읍과 도사면·해룡면의 일부가 순천시로 승격되었고, 종래의 순천군은 승주군으로 개칭하였다. 1995년 순천시와 승주군을 통합하여 도농복합형의 순천시가 되었다.

## 과거 급제자
조선시대 무과 급제자로 도국흥(陶國興)이 있다.
- 도국흥(陶國興, 1708년생) : 1728년(영조(英祖) 4년) 별시(別試) 무과 병과(丙科) 168위.[4] 자 덕겸(德謙). 아버지 유학(幼學) 도한명(陶翰鳴). 동생 도국로(陶國輅)·도국상(陶國相).

## 인물
- 도화용(陶和用, 1955년 ~ ) : 세명대학교 산업디자인학과 교수

## 인구
- 2000년 217가구 757명
- 2015년 829명

## 같이 보기
- 도 (성씨)